# Henry A. du Pont
Henry A. du Pont (Greenville, 1838. július 30. – Greenville, 1926. december 31.) az Amerikai Egyesült Államok szenátora (Delaware, 1895–1896 és 1906–1917).